# Municipio de Youngsville
El municipio de Youngsville (en inglés: Youngsville Township) es un municipio ubicado en el  condado de Franklin en el estado estadounidense de Carolina del Norte. En el año 2010 tenía una población de 14.423 habitantes.

## Geografía
El municipio de Youngsville se encuentra ubicado en las coordenadas 36°2′9.76″N 78°27′55.13″O / 36.0360444, -78.4653139.